# کلیسای جامع سنت جان، والتا
کلیسای جامع سنت جان (مالتی: Kon-Katidral ta' San Ġwann Ġwann) یک کلیسای جامع مشترک کاتولیک در والتا، کشور مالت است که به جان باپتیست (یحیی) تقدیم شده است. این بنا توسط شوالیه‌های سنت جان در سال ۱۵۷۳ میلادی تحت نام مالتی: Knisja Konventwali ta' San Ġwann احداث گردید.
این کلیسا توسط معمار مالتی، جیرولامو کسار طراحی شد که چندین ساختمان برجسته در والتا را طراحی کرد. در قرن هفدهم، فضای داخلی آن توسط ماتیا پرتی و دیگر هنرمندان به سبک باروک بازسازی شد. فضای داخلی کلیسا یکی از بهترین نمونه‌های معماری باروک بالا در اروپا به حساب می‌آید.